# Solférino
Solférino is een gemeente in het Franse departement Landes (regio Nouvelle-Aquitaine) en telt 348 inwoners (1999). De plaats maakt deel uit van het arrondissement Mont-de-Marsan.

## Geschiedenis
In 1857 kocht keizer Napoleon III een domein van 7.400 hectare in de Landes. Op het domein werden modelboerderijen en cottages gebouwd om de omliggende heidevelden en moerassen te ontwikkelen voor de landbouw en de bosbouw. Er werden nieuwe wegen getrokken en de plaats kreeg een treinstation. In 1863 werd Solférino een gemeente. De plaats werd genoemd naar de Slag bij Solferino. Het experiment was geen onverdeeld succes. De landbouw ter plaatse bleek moeilijk en in de jaren 1930 en 1940 werd de omgeving getroffen door zware bosbranden. Pas vanaf de jaren 1960 kende de landbouw een bloei door de maïsteelt.

## Geografie
De oppervlakte van Solférino bedraagt 100,8 km², de bevolkingsdichtheid is 3,5 inwoners per km².
De onderstaande kaart toont de ligging van Solférino met de belangrijkste infrastructuur en aangrenzende gemeenten.

## Demografie
Onderstaande figuur toont het verloop van het inwonertal (bron: INSEE-tellingen).